# Pan-Amerikanische Beachhandball-Meisterschaften 2004
Die Pan-Amerikanischen Beachhandball-Meisterschaften 2004 (spanisch Campeonato Panamericano de Balonmano Playa 2004 beziehungsweise portugiesisch Pan Americanos de Beach Handball 2012) waren die dritte Austragung der kontinentalen Meisterschaft der Amerikas im Beachhandball. Sie wurde von der Pan-American Team Handball Federation (PATHF) veranstaltet und fand am breiten Sandstrand des Stadtviertels Pocitos von Montevideo in Uruguay statt. Das erste Mal wurde auch ein Turnier für Frauenmannschaften durchgeführt.

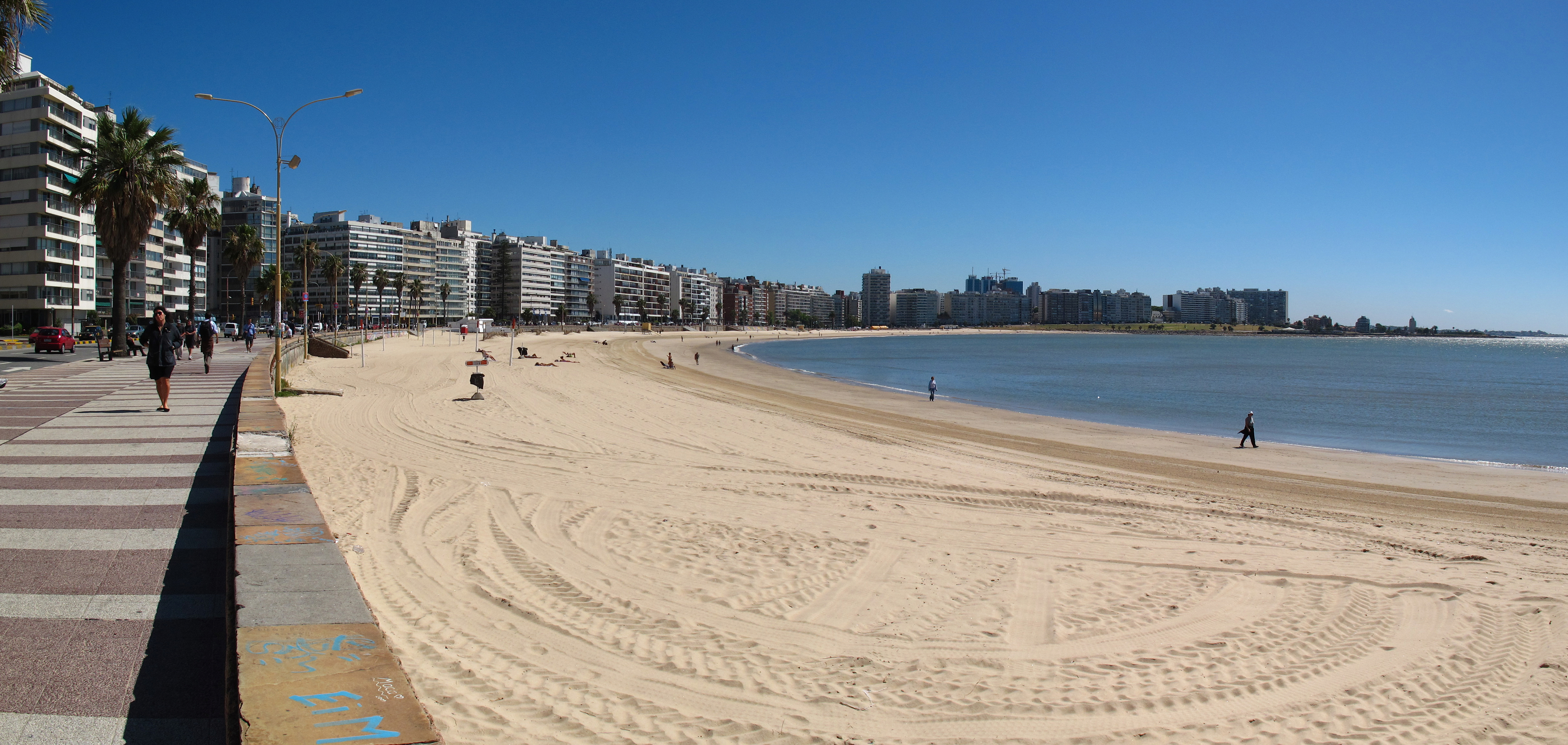
Playa Pocitos Pano

Nach einer Unterbrechung von fünf Jahren fanden wieder Pan-Amerikanische Beachhandball-Meisterschaften statt. In den fünf Jahren hatte sich viel verändert. War 1999 die Panamerika-Meisterschaft noch die einzige internationale Meisterschaft, war Beachhandball gut zehn Jahre nach dem Beginn seiner internationalen Verbreitung mittlerweile so etabliert, dass es seit 2000 Europameisterschaften gab und der Sport 2001 als Einladungssportart das erste Mal bei den World Games vertreten war. 2004 sollte letztlich der Durchbruch der Sportart werden. Neben den Panamerika-Meisterschaften fanden auch Europameisterschaften und Asienmeisterschaften statt. Bei allen kontinentalen Meisterschaften wurden Teilnehmer für die ersten Weltmeisterschaften in El-Guna, Ägypten, ermittelt. Aus den Amerikas qualifizierte sich dieses Mal nur die Siegermannschaften.
Es nahmen bei beiden Turnieren jeweils vier Mannschaften teil, Argentinien, Brasilien, Paraguay und die Gastgeber aus Uruguay. Für Paraguay war es die erste Teilnahme an einer internationalen Meisterschaft. Bei den Frauen sollten diese vier Mannschaften bis auf eine Ausnahme durch die Dominikanische Republik alle Medaillen von Beginn bis zum Ende der Pan-Amerikameisterschaften gewinnen. Die Final-Partien waren bei beiden Geschlechtern dieselben: Brasilien gegen die Gastgeberteams aus Uruguay. Bei den Männern setzte Brasilien seine Siegesserie fort und holte den dritten Titel in Folge. Bei den Frauen konnte sich Uruguay durchsetzen. Es war geschlechtsübergreifend nur einer von drei Titeln, der nicht an die Mannschaften aus Brasilien ging. Da die Mannschaft Uruguays nicht bei der WM antrat, rückte Brasilien als zweitplatzierte Mannschaft nach. Die Finalpaarung Brasilien gegen Uruguay sollte von nun an, solange es den Wettbewerb gab, die übliche Paarung im Finale werden. Einzig 2016, als Brasilien seine Mannschaften nach mehreren Terminverschiebungen nicht zum Turnier schicken konnte, erreichte die Mannschaft der Argentinien bei den Frauen sowie die Mannschaft der USA die Finale gegen Uruguay.
| Frauen Details | Montevideo, Uruguay | Uruguay   | 2:0 | Brasilien | Argentinien | 2:0 | Paraguay |
| Männer Details | Montevideo, Uruguay | Brasilien | 2:0 | Uruguay   | Argentinien | 2:0 | Paraguay |

## Platzierungen der Mannschaften
| Nation         | Frauen | Männer |
| -------------- | ------ | ------ |
| Argentinien    | 3      | 3      |
| Brasilien      | 2      | 1      |
| Paraguay       | 4      | 4      |
| Uruguay        | 1      | 2      |
| Teilnehmerzahl | 4      | 4      |

| Legende | Legende | Legende | Legende              |
| ------- | ------- | ------- | -------------------- |
| 1       | 2       | 3       | Podest-Platzierungen |
| 4       | 4       | 4       | Halbfinalist         |